# Бджолоїдка мала
Бджолоїдка мала (Merops orientalis) — вид птахів роду бджолоїдка (Merops) родини бджолоїдкових (Meropidae). Має 7 підвидів.

## Опис
загальна довжина досягає 16-18 см. Голова невеличка. Дзьоб видовжений. Центральні пір'я хвоста є видовженими. Ноги невеличкі, складені з 3 пальців, що поєднані в основі.
Забарвлення зелене, а нижні криючі пір'їни мають яскраво-рудий колір. Азійські особини відрізняються від африканських наявністю коричневої «шапочки» і блакитних щік.

## Спосіб життя
Живе в сухих лісах, чагарникових саванах, зарослих піщаних дюнах, оазах, а також на бавовняних плантаціях, але найголовніше біля водойм. Іноді зустрічається на висоті 5-6 тис. м над рівнем моря. Утворює великі зграї — до 200—300 особин. Прекрасно володіють різними типами польоту. Набравши висоту, птах застигає на розпростертих крилах, потім знову переходить на активний політ і знову планує. Ночує на гілках дерев. Полює на бджіл, у яких вони спритно відривають отруйне жало. Також живляться осами, шершнями, мурахами і сараною. Здатна здійснювати сезонні рухи.
Період розмноження триває з березня по червень. Гніздиться поодинці або колоніями. Викопує поодинокі гніздові нори довжиною до 2 метрів на піщаних мілинах в Африці, а в Індії гніздиться в колоніях, в яких налічується до 30 пар. Самиця відкладає 3-5 яєць сферичної форми і білого кольору. Інкубаційний період триває 14 днів. Пташенята залишаються з батьками протягом 3-4 тижнів.

## Поширення
Розповсюджений в Північній Африці від Сенегалу до Ефіопії і Єгипту, а також від Аравійського півострова до Індії і В'єтнаму. Їхня щільність більша у сільських районах, ніж міських.

## Підвиди
- M. о. viridissimus  — від Сенегалу до Ефіопії.
- M. о. cleopratra — долину Нилу
- M. о. yanophrys  — південний захід і південний схід Аравійського півострова
- M. о. najdanus — центральна частина Аравійського півострова
- M. о. beludschicus — від Ірану до східної Індії
- M. о. orientalis — Індія, Шрі-Ланка.
- M. о. ferrugeiceps живе  — від Ассаму (Індія) до В'єтнаму